# 石黒靖規
石黒 靖規（いしぐろ やすのり、1963年1月20日 - ）は、日本の実業家。DCMホールディングス代表取締役社長執行役員兼COO・DCM代表取締役社長。北海道釧路市出身。

## 人物
ホーマックの創業家である石黒靖尋の長男として北海道釧路市に生まれる。
2011年、ホーマック社長昇格。

## 略歴
- 1986年（昭和61年）
  - 3月 - 東洋大学経営学部商学科卒業[1]
  - 4月 - 武蔵ホルト入社
- 1991年（平成3年）9月 - 石黒ホーマ（後のDCMホーマック）入社
- 1999年（平成11年）5月 - ホーマック取締役
- 2007年（平成19年）12月 - ホーマック取締役副社長
- 2008年（平成20年）5月 - DCM Japanホールディングス（現・DCMホールディングス）取締役
- 2010年（平成22年）6月 - DCMホールディングス取締役
- 2011年（平成23年）3月 - ホーマック代表取締役社長[2]
- 2014年（平成26年）5月 - DCMホールディングス取締役副社長執行役員
- 2015年（平成27年）3月 - DCMホーマック代表取締役社長
- 2016年（平成28年）5月 - DCMホールディングス代表取締役副社長執行役員
- 2020年（令和2年）
  - 3月 - DCMホールディングス代表取締役社長[3]（現職）
  - 4月 - DCM分割準備株式会社（現・DCM株式会社）代表取締役社長
- 2021年（令和3年）3月 - DCM株式会社代表取締役社長（現職）